# 천상고등학교
천상고등학교(川上高等學校)는 대한민국 울산광역시 울주군 범서읍 천상리에 있는 공립 고등학교이다.

## 학교 연혁
- 2015년 3월 13일 : 천상고등학교(가칭) 시설 공사 착공
- 2016년 12월 29일 : 천상고등학교 설치 조례 개정 공포
- 2017년 3월 1일 : 천상고등학교 개교(8학급)
- 2017년 3월 1일 : 초대 강해숙 교장 취임
- 2017년 3월 2일 : 제1회 입학 (입학생 272명)
- 2020년 2월 13일 : 제1회 졸업식(남녀 269명 졸업)
- 2023년 9월 1일 : 제3대 배미희 교장 취임
- 2025년 2월 14일 : 제6회 졸업 (졸업생 316명, 누적 1,726명)
- 2025년 3월 4일 : 제9회 입학 (입학생 317명)

## 참고 자료
- 천상고등학교 - 한국교육학술정보원 학교알리미